# ألفينا (ساسكاتشوان)
ألفينا (بالإنجليزية: Alvena, Saskatchewan) هي قرية تقع في كندا في ساسكاتشوان. يقدر عدد سكانها بـ 55 نسمة .